# كاتي فاغنر
كاتي فاغنر (بالإنجليزية: Katie Wagner)‏ هي صحفية ومقدمة تلفزيونية أمريكية، ولدت في 11 مايو 1964 في لوس أنجلوس في الولايات المتحدة.

## وصلات خارجية
- كاتي فاغنر على موقع IMDb (الإنجليزية)
- كاتي فاغنر على موقع قاعدة بيانات الفيلم (الإنجليزية)